# مک‌کال (آیداهو)
مک‌کال (به انگلیسی: McCall) شهری در شهرستان ولی ایالت آیداهو است که جمعیت آن در سرشماری سال ۲۰۱۰ میلادی ۲٬۹۹۱ نفر بوده است.

## موقعیت جغرافیایی
موقعیت جغرافیایی شهرها و مناطق اطراف به شرح زیر است: